# Władysław Bronikowski
Władysław Bronikowski herbu własnego – podstoli wschowski w latach 1699–1710.
Poseł na sejm 1701 roku i sejm z limity 1701-1702 roku z województwa poznańskiego. Konsyliarz konfederacji średzkiej 1703 roku województw poznańskiego i kaliskiego. Sędzia kapturowy ziemstwa i grodu poznańskiego w 1704 roku.